# 久原正治
久原 正治（くはら まさはる、1949年 - ）は、日本の経営学者。専門は経営戦略、経営組織、日米経営比較、金融機関経営。学位は博士（経営学）（立命館大学）。久留米大学常務理事。
従来の製造業の経営管理の研究が中心であった経営学研究に対して、『銀行経営の革新』で銀行の経営管理研究の方向を初めて示した。また、サブプライム危機以前に『金融イノベーター群像』の中で日本に初めてサブプライム・ローンの実態を紹介した 。

## 経歴
1949年、福岡県久留米市生まれ 。1972年、慶應義塾大学経済学部卒業、1997年、青山学院大学大学院国際政治経済学研究科国際ビジネス専攻修士課程修了。2002年、立命館大学博士（経営学）。
1972年、日本長期信用銀行入行。主に国際業務に従事し、グリニッチキャピタルマーケッツＳＶＰ、日本長期信用銀行シカゴ支店長、長銀総合研究所国際調査部長などを経て、1999年、立命館大学経営学部教授。2001年、立命館アジア太平洋大学大学院経営管理研究科教授。2006年、MBAA INTERNAIONAL McGraw-Hill/Irwin DISTINGUISHED PAPER AWARD in The Society for Case Researchを受賞。2007年、九州大学大学院経済学研究院教授。2013年、昭和女子大学教授グローバルビジネス学部長。2016年、久留米大学学理事。同大学常務理事、昭和女子大学現代ビジネス研究所特別研究員。

## 著書
- 『銀行経営の革新ー日米比較研究』学文社、1997年5月
- 『金融イノベーター群像』シグマベイスキャピタル、1999年12月
- 『新版　銀行経営の革新―邦銀再生の条件』学文社、2000年10月
- 『日本の若者を世界に通じる人材にーサブプライム後のビジネス教育の行方』学文社, 2009年1月
- 『現代企業社会の危機を読み解く米国ビジネス書100選』金融財政事情研究会、2025年3月